# Marie-Theres Nadig
Marie-Theres Nadig (n. 8 martie 1954, Flums⁠(d), Cantonul St. Gallen, Elveția) este o schioară alpină elvețiancă, medaliată olimpică. A participat la 3 ediții ale Jocurilor Olimpice (1972, 1976, 1980) în care a câștigat două medalii de aur și o medalie de bronz.